# Medalla al Mérito de la Protección Civil
La Medalla al Mérito de la Protección Civil es una condecoración española creada el 13 de abril de 1982 para distinguir a personas naturales o jurídicas en el ámbito de la protección civil. Actualmente se otorga en tres categorías: Medalla de Oro, de Plata y de Bronce, cada una de ellas con distintivo rojo, azul o blanco.

## Creación, diseño y categorías
Esta condecoración se creó mediante orden de 13 de abril de 1982, que establecía además las categorías y el diseño de la medalla.
Las categorías son: 
- Medalla de Oro
- Medalla de Plata
- Medalla de Bronce

La concesión de una categoría u otra queda a discreción del otorgante «en función la valoración conjunta de las circunstancias concurrentes en las acciones a distinguir en relación con su importancia objetiva, repercusión o consecuencias de las mismas en la persona a la que se pretende distinguir, ejemplaridad social y eficacia real de éstas respecto de los fines de la Protección civil como servicio público u otras circunstancias equivalentes».
Cada medalla lleva un color distintivo en la cinta, que puede ser rojo, azul o blanco. Se asignan en función del tipo de actos por los que se otorga: 
- Rojo: heroísmo o solidaridad.
- Azul: colaboración.
- Blanco: cooperación.

El diseño de la condecoración se establece en el anexo a la orden, y estipula que sea circular, de 40 mm de diámetro y 3 mm de grosor. En el anverso «una corona circular, de 40 milímetros de diámetro, de color azul cobalto, con la inscripción Protección Civil, Al Mérito, circundando un círculo de color naranja, que llevará en su interior un triángulo equilátero del mismo azul cobalto. La corona circular será rematada por la Corona Real española, soportada por hojas de laurel y roble, enlazadas en su parte inferior con los colores nacionales». El reverso es plano con el nombre de la persona condecorada, el número de registro y la fecha del otorgamiento.

## Número de medallas
La orden de creación establecía que solo se podrían otorgar dos medallas de oro, cuatro de plata y diez de bronce cada año, pero a los pocos meses se publicó una nueva orden que eliminaba esta limitación en caso de «actos singulares que impliquen riesgo notorio o solidaridad excepcional, que den lugar a pérdida de la vida o que afecten gravemente a la integridad de la persona que interviene en los mismos».

## Galardonados
- A la tripulación del helicóptero de la Guardia Civil, capitán Emilio Pérez Pelaez, teniente Marco Antonio Benito y el guardia civil José Martínez Conejo. Medalla de Oro con Distintivo Rojo, héroes de la Guardia Civil.
- Tripulación del helicóptero Helimer 207: Medalla de Oro al Mérito de la Protección Civil, con distintivo rojo.[4]
- Al ALA n.º 11 cruz de oro con distintivo azul por su participación en las inundaciones que asolaron la Comunidad Valenciana en el año 1982.
- A la Organización Juvenil Española por su participación en las inundaciones que asolaron la comunidad Valenciana en el año 1982.
- Se otorga a la Red Radio de Emergencia de Protección Civil - REMER, la Medalla de Oro con carácter colectivo y con distintivo azul (Orden de 23 de octubre de 1982 del Ministro del Interior), por su colaboración singular, superando el nivel de exigencia de los deberes del servicio, en las operaciones de socorro, rescate y salvamento llevadas a cabo con ocasión de las graves inundaciones que afectaron a las provincias de Valencia, Alicante, Murcia y Albacete en el año 1982.
- Medalla de Oro con distintivo azul a la Brigada Central de Salvamento Minero por su trayectoria profesional y su actuación durante el incendio del pozo María Luisa en 2007.[5]
- Se otorga la Medalla de Oro con distintivo rojo al bombero fallecido en acto de servicio en las inundaciones que afectaron a Málaga en octubre de 2018. Se encontraba tratando de socorrer a las personas afectadas por las inundaciones.
- Se concede la Medalla al Mérito de Protección Civil de bronce con distintivo azul a la Red Radio de Emergencia REMER de la provincia de Las Palmas y Tenerife.
- Se concede la Medalla al Mérito de Protección Civil a la Asociación Nacional de Especialistas Profesionales en Protección Civil y Emergencias
- Se concede la Medalla al Mérito de Protección Civil de bronce con distintivo azul a la Asociación Contra Incendios Forestales ACIF de Alcoy, Alicante.
- Se concede la Medalla al Mérito de Protección Civil de bronce con distintivo azul a la Agrupación Local del Voluntariado de Protección Civil de Benalmádena (Málaga), por su labor extraordinaria durante el primer confinamiento por la pandemia de la COVID-19.
- El 03/11/2022, se concedía la Medalla de Oro de Protección Civil, a título colectivo, por la labor desarrollada durante la pandemia de COVID-19 a la Unidad Adscrita del Cuerpo Nacional de Policía a la Comunidad Valenciana.
- El 05/03/2024, se concedía la Medalla al Mérito de la Protección Civil a los participantes en las labores de extinción y rescate en el edificio incendiado en València. Entre las distinciones, se otorgó Medalla de Oro al Mérito de la Protección Civil con distintivo rojo al portero de la finca siniestrada, a los Bomberos del Ayuntamiento de Valencia y al Consorcio Provincial de Bomberos de Valencia. También se otorgó la Medalla de Plata al Mérito de la Protección Civil con distintivo rojo al Tercer Batallón de Intervención en Emergencias de la Unidad Militar de Emergencias (BIEM III), a la Jefatura Superior de Policía de la Comunidad Valenciana, a la Policía Local de Valencia, a los miembros de la Agrupación de Voluntarios de Protección Civil de València, a la Agencia Valenciana de Seguridad y Respuesta a las Emergencias, al Equipo de Respuesta Inmediata de Intervención Psicosocial (ERIE) de la Cruz Roja y al Servicio de Emergencias Sanitarias de la Generalitat Valenciana. [6]
- El 24/07/2024, se concedía la Medalla al Mérito de la Protección Civil de bronce con distintivo azul a Juan Antonio Romero Lacasa, jefe de la demarcación de Carreteras del Estado en Lleida, por su excelente labor de coordinación durante el dispositivo para suministrar fundentes a los municipios de la comarca de Les Garrigues afectados por el temporal Filomena en 2021.[7]

## Desposesión de distinciones
El agraciado con cualesquiera de las categorías que haya sido sentenciado por la comisión de un delito doloso o pública y notoriamente haya incurrido en actos contrario a las razones determinantes de la concesión de la distinción podrá, en virtud de expediente iniciado de oficio o por denuncia motivada, y con intervención del Fiscal de la Real Orden, ser desposeído del título correspondiente a la distinción concedida, decisión que corresponde a quien la otorgó.